# Extremadura (1900)
Extremadura byl chráněný křižník španělského námořnictva. Ve službě byl v letech 1902–1926. Za první světové války byl využíván jako strážní loď.

## Stavba
Malý dvoukomínový křižník Extremadura byl určen pro službu ve španělských koloniích. Postavila jej španělská loděnice Vea-Murguía v Cádizu. Původně měl nést kanóny Hontoria a Krupp, ale nakonec dostal hlavní výzbroj od zbrojovky Vickers. Kýl byl založen 23. února 1899. Křižník byl na vodu spuštěn 29. dubna 1900 a do služby byl přijat srpen 1902.

## Konstrukce
Hlavní výzbroj křižníku představovalo osm 102mm/50 kanónů Vickers. Doplňovaly je dva 75mm/14 kanóny Vickers, čtyři 57mm/42 kanóny Nordenfelt, dva 37mm/20 kanóny Hotchkiss a jeden 7,7mm kulomet. Křižník chránila pouze 50mm pancéřová paluba. Lehce byla pancéřována i velitelská věž. Pohonný systém tvořily čtyři cylindrické kotle Thornycroft a dva parní stroje s trojnásobnou expanzí o výkonu 7000 hp, pohánějící dva lodní šrouby. Neseno bylo 430 tun uhlí. Nejvyšší rychlost dosahovala 20 uzlů.